# Stadsprefectuur
Een stadsprefectuur is een bestuurlijke vorm in de volksrepubliek China. Het betreft een stad of gemeente die op hetzelfde bestuurlijke niveau staat als een prefectuur, liga of autonome prefectuur en ligt dus een bestuurslaag lager dan een provincie. Sinds de jaren tachtig hebben stadsprefecturen de eerder genoemde bestuurlijke vorm van prefectuur bijna volledig vervangen. 
Een stadsprefectuur is geen stad in de striktste zin van het woord, maar een bestuurlijk gebied dat gewoonlijk zowel een stedelijke kern omvat (een stad in de striktste zin van het woord) als omliggend platteland of minder stedelijk gebied (vaak vele malen groter dan de centrale, bebouwde kern). Stadsprefecturen omvatten bijna altijd meerdere arrondissementen, stadsdistricten en andere gelijksoortige bestuurlijke onderdelen. Dit is het resultaat van het feit dat de vroegere, dominante prefecturen, die vandaag de dag bijna allemaal zijn vervangen door stadsprefecturen, op zichzelf al grote bestuurlijke eenheden waren, die meerdere steden, kleine dorpen en landelijke gebieden omvatten. Om een stadsprefectuur als geheel te onderscheiden van haar eigenlijke stedelijke gebied, wordt in China de term 市区 shìqū ("stedelijk gebied") gebruikt. 
De eerste stadsprefecturen werden gecreëerd op 5 november 1983. In de daaropvolgende decennia hebben stadsprefecturen het grootste deel van de voormalige, traditionele prefecturen vervangen; een proces dat nog steeds gaande is.
De meeste Chinese provincies bestaan geheel of bijna geheel uit stadsprefecturen. Van de 22 provincies en 5 autonome regio's hebben slechts 3 provincies (Yunnan, Guizhou, Qinghai) en 2 autonome regio's (Xinjiang, Tibet) meer dan drie bestuurlijke divisies van het twee na hoogste niveau die geen stadsprefecturen zijn. 
De criteria waaraan een traditionele prefectuur moet voldoen om een stadsprefectuur te worden zijn:
- Een stedelijk centrum met een niet-landelijke bevolking van 250.000 inwoners of meer
- De industrie heeft een bruto product van 200.000.000 RMB
- De opbrengsten van de tertiaire sector (dienstverlening) overstijgen die van de primaire sector (landbouw) en zijn meer dan 35% van het bbp

15 grote stadsprefecturen hebben de status van sub-provinciale stad, hetgeen deze steden grotere autonomie geeft.